# Морозов, Игорь Евгеньевич
И́горь Евге́ньевич Моро́зов (род. 11 сентября 1968, Магнитогорск) — российский кинорежиссёр, сценарист.

## Биография
Родился в г. Магнитогорск Челябинской области.
С 1986 по 1988 год служил в Вооружённых Силах СССР.
С 1989 по 1991 год работал на Магнитогорском Металлургическом Комбинате.
С 1991 по 1997 год предприниматель.
С 1997 по 1998 год учился в Московской «Школе кино, телевидения и рекламы».
С 2002 год монтажёр документального кино.
С 2007 год режиссёр документального кино.
С 2011 год член Союза кинематографистов и профессиональных кинематографических организаций и объединений России.
С 2011 год соучредитель и организатор проекта показов неигрового кино «ДОКер».

## Общественная позиция
В марте 2014 году подписал письмо «Мы с Вами!» «КиноСоюза» в поддержку Украины.

## Фильмография
- 2007 — «Призрак Европы» (короткометражный, документальный)
- 2007 — «Музыка на рёбрах» (короткометражный, документальный)
- 2007 — «Мои солдатики» (короткометражный, документальный
- 2007 — «Млечный путь» (короткометражный, документальный)
- 2007 — «Раёк» (короткометражный, документальный)
- 2008 — «Кино немое и зрячее» (короткометражный, документальный)
- 2008 — «Александр Дранков. Король сенсаций» (короткометражный, документальный)
- 2009 — «Повелитель марионеток» (короткометражный, документальный)
- 2010 — «Призрак Европы. Продолжение» (короткометражный, документальный)
- 2010 — «Призрак Европы. Окончание» (короткометражный, документальный)
- 2012 — «Город М» (документальный)
- 2013 — Документальный цикл «Сигналы Точного Времени» (4 серии)

## Призы и награды
- «Музыка на рёбрах»:
  - 2007 — Диплом жюри гильдии киноведов и кинокритиков России на фестивале «Сталкер».
  - 2008 — Диплом конкурса на соискание премии Артёма Боровика[источник не указан 824 дня].
- «Призрак Европы»:
  - 2008 — Специальный приз «За необычный взгляд на российскую глубинку» и Приз зрительских симпатий на Российском фестивале антропологических фильмов (РФАФ).
  - 2009 — Приз «За инновации в кино»[2] и Специальный диплом жюри «За яркий добрый рассказ о людях российской глубинки»[источник не указан 824 дня] на фестивале авторского кино «Арткино».
  - 2011 — Диплом «За выбор и исчерпывающее раскрытие темы» на 1-м Международном кинофестивале «АртоДокс».
- «Кино немое и зрячее»:
  - 2008 — Номинация на премию «Лавр» — «Лучший научно-популярный фильм».
- «Александр Дранков. Король сенсаций»:
  - 2009 — Диплом финалиста конкурса на соискание премии Артёма Боровика.
  - 2010 — Диплом жюри Международного фестиваля «Мир Знаний».
- «Город М»:
  - 2012 — Главный приз за лучший документальный фильм и Специальный приз правозащитных организаций им. А. Приставкина на фестивале «Сталкер»[3].
  - 2013 — Приз Совета Ветеранов кино Самарской области на VI Всероссийском фестивале документальных фильмов «Соль Земли».
  - 2013 — Специальный диплом жюри «За вклад в культурную археологию» на 6-м Фестивале российского документального кино в Нью-Йорке.
  - 2014 — Диплом «За удивительный и объёмный портрет города» на 3-м Международном кинофестивале «АртоДокс».
- «Сигналы Точного Времени»:
  - 2013 — Приз в номинации «Лучший документальный фильм» и Приз зрительских симпатий на V Московском Международном телефестивале «Профессия — журналист».